# Oxyeleotris heterodon
Oxyeleotris heterodon är en fiskart som först beskrevs av Weber, 1907.  Oxyeleotris heterodon ingår i släktet Oxyeleotris och familjen Eleotridae. Inga underarter finns listade i Catalogue of Life.